# Centre tendineux du diaphragme
Le centre tendineux du diaphragme (ou centre phrénique ou miroir de van Helmont) est une lame tendineuse occupant la partie centrale du diaphragme et auquel se connecte les fibres musculaires du diaphragme.

## Description
Le centre tendineux du diaphragme est composé de trois folioles formant une lame allongée transversalement et échancrée à l'arrière.
La plus grande foliole est antérieure et dirigée vers le processus xiphoïde, la plus petite est celle de gauche.
A la jonction de la foliole antérieure et de la foliole droite se trouve le foramen de la veine cave formant l'orifice diaphragmatique de la veine cave inférieure. Cet orifice se situe au niveau de la neuvième vertèbre thoracique et la veine cave inférieure adhère au pourtour tendineux. Il correspond à l'entrecroisement des tendons intermédiaires des faisceaux musculaires digastriques du diaphragme.
Les fibres musculaires sont organisées en trois parties paires selon leurs origines :
- la partie costale droite et gauche pour les fibres provenant des côtes,
- la partie sternale droite et gauche pour les fibres provenant du sternum,
- la partie lombaire droite et gauche pour les fibres provenant des vertèbres lombaires.

## Anatomie fonctionnelle
Lorsque les fibres musculaires du diaphragme se contractent, elles tirent sur le centre tendineux, l'abaissant et augmentant ainsi le volume de la cavité thoracique, ce qui permet l'entrée de l'air dans les poumons (inspiration). Le phénomène inverse se produit lors de la relaxation des fibres facilitant ainsi l'expiration.
La rigidité du foramen de la veine cave empêche l'écrasement de celle-ci durant le processus respiratoire.
Le centre tendineux est relié au péricarde et joue un rôle indirect dans le soutien du cœur.

## Aspect clinique
Dans de rares cas, un défaut tendineux central peut être impliqué dans une hernie diaphragmatique congénitale centrale.